# Georges Bœuf
Pour les articles homonymes, voir Bœuf.
 Georges Bœuf est un musicien français, saxophoniste et compositeur né à Marseille le 21 décembre 1937 et mort le 25 août 2020 dans la même ville.

## Biographie
Georges Bœuf fait ses études au conservatoire de cette même ville. Il co-fonde en 1969 le Groupe de musique expérimentale de Marseille, le GMEM, dont il assure la présidence depuis 1974. En 1988 il fonde la classe de composition du conservatoire à rayonnement régional de Marseille, dirigé alors par Pierre Barbizet – établissement au sein duquel il avait enseigné auparavant la formation musicale, la technique du son et l’organologie.
Il est l'auteur d'une centaine d’œuvres instrumentales, vocales, électroacoustiques, ou mixtes et d'œuvres pour la scène et le cinéma. Il a notamment composé la musique de trois films de René Allio : Transit, Le Matelot 512 et Retour à Marseille. Il a composé Le Chant de la nature pour l’exposition permanente de la grande galerie rénovée du Muséum national d'histoire naturelle à Paris.
Il a également composé un opéra intitulé Verlaine Paul, sur un livret du poète Franck Venaille, créé à l'Opéra de Nancy le 29 octobre 1996, avec le baryton François Le Roux dans le rôle-titre, repris en mai 2003 à l’Opéra de Marseille-Théâtre de la Criée dans une nouvelle mise en scène de Frédéric Bélier-Garcia.
Parmi ses dernières œuvres, on compte : un quatuor à cordes créé par le Quatuor Parisii, Orbes pour 12 cordes, créé par l’Orchestre royal de Wallonie, Septimo (1998) pour vibraphone et cloches, enregistré par Frédéric Daumas (Fragrance, 1999), Le Prophète, sur un texte de Mallarmé, pour baryton et piano (1998), créé par François Le Roux et Alexandre Tharaud à la Grande Bibliothèque à Paris, Solitaire Vigie pour grand orchestre et chœur (poème de Mallarmé) créé à Nancy en janvier 2000, Variasix pour ensemble instrumental créé par l’ensemble Télémaque (Aix-en-Provence, 2001), Koré ou L’Oubli pour quatuor de claviers-percussion en 2002, créé par l’ensemble Symblêma, Sonate pour violon créée par Nicolas Miribel, Six Monodies de l’absence pour saxophone ténor, créées par Joël Versavaud, Dans le bruit du monde pour chœur, créé par le Chœur contemporain Roland Hayrabedian, Messe des cendres.

### Sources
- Encyclopédie Larousse de la Musique, Georges Bœuf
- L'Express, Hervé Godard, Pierre Cardonne, 12 juin 1999, Musique contemporaine: Georges Bœuf et Raphaël de Vivo
- Libération, Frédérique Roussel, 25 juillet 2013, , A Chaillol, l’effet Bœuf d’un Giono
- La Croix, 22 juillet 2013, Bruno Serrou, Georges Bœuf, un musicien au pays de Giono.
- Présent continu, Michaël Dian, 3 septembre 2013, Entretien avec Georges Bœuf
- Le Dauphiné libéré, 30 juillet 2014, Georges Bœuf : une motivation formidable

### Documents sonores
En ligne sur le site de l'INA :
- Interview de Georges Bœuf dans Le GMEM : Groupe de Musique Expérimentale de Marseille, Multipistes, 13 février 1988, 28 min 59 s
- Interview de Georges Bœuf dans Festival Les Musiques de Marseille, Multipistes, 27 mai 1989, 29 min 23 s